# Mirjam Milharčič Hladnik
Mirjam Milharčič Hladnik, slovenska sociologinja, * 8. oktober 1959, Postojna.

## Življenje in delo
Leta 1984 je na Fakulteti za sociologijo, politične vede in novinarstvo v Ljubljani diplomirala na temo Družbene neenakosti v izobraževanju. Leta 1987 se je vpisala na podiplomski študij na Oddelek za sociologijo na Filozofski fakulteti v Ljubljani. Magistrsko nalogo z naslovom Egalitarizem in šolski aparat je uspešno zagovarjala leta 1989. Leta 1994 je doktorirala z disertacijo Šola kot instrument konstituiranja državljanstva in enakosti pravic. 
Že leta 1986 se je kot mlada raziskovalka zaposlila na Pedagoškem inštitutu v Ljubljani, leta 1992 pa je postala asistentka na Pedagoški fakulteti v Ljubljani. Leta 1995 je postala docentka in nosilka predmeta Sociologija vzgoje. Leta 1999 se je zaposlila na Inštitutu za slovensko izseljenstvo in migracije ZRC SAZU v Ljubljani, kjer je znanstvena svetnica. Je tudi izredna profesorica, ki predava na Univerzi v Ljubljani in Univerzi v Novi Gorici ter tujih univerzah, predvsem v Nemčiji in na Norveškem. 
Po izobrazbi je sociologinja, ki se ukvarja s sociologijo izobraževanja in migracijskimi ter ženskimi študijami. V okviru sociologije se ukvarja s politiko šolskih reform, državljansko vzgojo ter človekovimi pravicami, v zadnjem času v kontekstu integracije migrantov. V okviru ženskih študij se ukvarja z analizo neenakopravnosti med spoloma in zgodovinskimi primeri izbrisanih družbeno in politično pomembnih žensk v Sloveniji ter z migrantkami. V okviru migracijskih študij jo zanimajo interdisciplinarni pristopi – zgodovinski, sociološki in feministični – ter izvirni metodološki prijemi, od metod ustne zgodovine do analiz družinskih migrantskih korespondenc in migrantskih avto/biografskih tekstov. Redno objavlja doma in v tujini. Raziskovalno delo zna predstaviti tudi širši javnosti, s filmom, predavanji različnim naslovnikom doma in v tujini ter pri izvajanju študijskih programov za domače in tuje študente. Je glavna urednica mednarodne znanstvene revije Dve domovini (Two Homelands).
Področja delovanja: politika izobraževanja, migracije, migrantke, človekove in otrokove pravice.